# Український аграрний ліцей
Український аграрний ліцей — приватний середній навчальний заклад ІІІ-го ступеня з аграрним нахилом, розташований в місті Умань Черкаської області. Є унікальним для України навчальним закладом, у якому в основу освітньої методики лягли освітні принципи естонської та фінської систем середньої освіти.

## Історія
Ліцей заснований 2017 року в Умані з ініціативи та сприяння місцевого підприємця та громадського діяча Андрія Дикуна. Офіційно відкритий 6 жовтня 2017 року. Директором закладу стала колишній проректор Уманського державного педагогічного університету імені Павла Тичини Олена Ярошинська.
Перших учнів ліцей прийняв 1 вересня 2017 року. У перший навчальний рік ліцей прийняв на навчання 46 учнів. Всього до закладу було подано 75 заявок. Відбір учнів здійснений через проходження тестування з української мови, математики та предмету на вибір.

## Загальний опис
В основу роботи навчального закладу лягли принципи середньої освіти Естонії та Фінляндії. Формально учні поділені на два класи стандартної школи (10-й та 11-й), що поділені на чотири групи по 11-12 ліцеїстів, які називають екіпажами. У кожному з екіпажів проводять окремі уроки, в основі яких групова робота учнів. На заняттях використання новітніх навчальних засобів і технологій є пріоритетом. Основним напрямком діяльності ліцею є допрофесійна мультипрофільна підготовка учнів, однак згідно українського освітнього законодавства навчальний заклад працює за математичним та біотехнологічним профілями.
Незважаючи на приватну основу, навчання в ліцеї є безкоштовним. Всі витрати покриваються за сприяння засновника закладу.